# Epiphora rectifascia
Epiphora rectifascia är en fjärilsart som beskrevs av Rothschild 1907. Epiphora rectifascia ingår i släktet Epiphora och familjen påfågelsspinnare. Inga underarter finns listade i Catalogue of Life.

## Bildgalleri

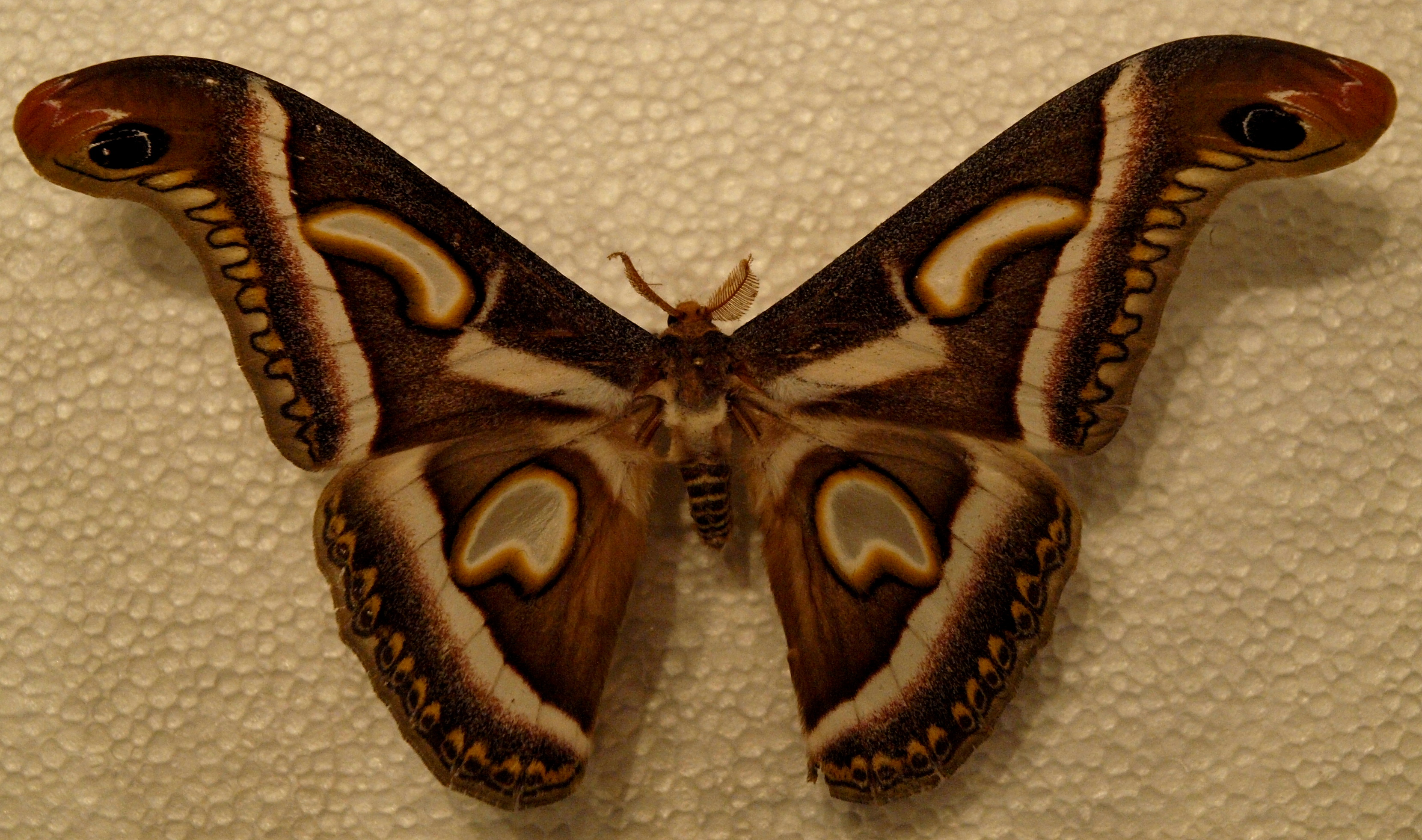
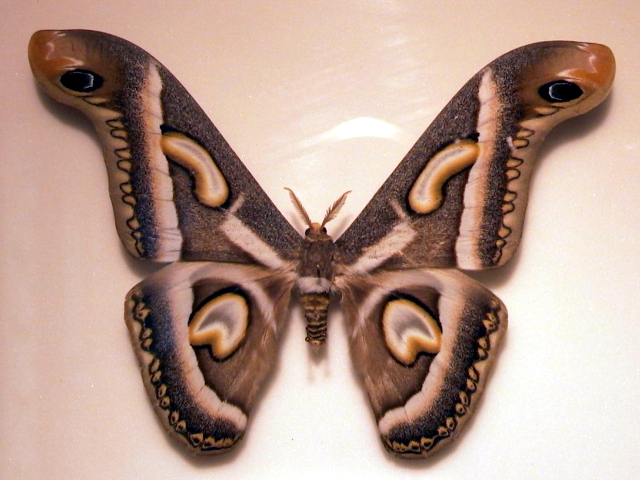